# Habranthus longifolius
Habranthus longifolius är en amaryllisväxtart som först beskrevs av William Botting Hemsley, och fick sitt nu gällande namn av Flagg, G.Lom.Sm. och Alan W. Meerow. Habranthus longifolius ingår i släktet Habranthus och familjen amaryllisväxter. Inga underarter finns listade i Catalogue of Life.